# Grande Prêmio da Turquia de 2008
Resultados do Grande Prêmio da Turquia de Fórmula 1 realizado em Istambul em 11 de maio de 2008. Quinta etapa do campeonato, foi vencido pelo brasileiro Felipe Massa, da Ferrari, com Lewis Hamilton em segundo pela McLaren-Mercedes e Kimi Räikkönen em terceiro na outra Ferrari.

## Resumo
- Segunda vitória de Felipe Massa no ano e sétima na carreira do brasileiro.
- Nesta mesma prova, Rubens Barrichello tornou-se o piloto a disputar mais provas na categoria (257), quebrando o recorde de Riccardo Patrese.[4]

## Classificação da prova

### Treinos classificatórios
| Pos.   | Nº | Piloto               | Equipe              | Q1       | Q2       | Q3       | Grid | Notas      |
| ------ | -- | -------------------- | ------------------- | -------- | -------- | -------- | ---- | ---------- |
| 1      | 2  | Felipe Massa         | Ferrari             | 1:25.994 | 1:26.192 | 1:27.617 | 1    |            |
| 2      | 23 | Heikki Kovalainen    | McLaren-Mercedes    | 1:26.736 | 1:26.290 | 1:27.808 | 2    |            |
| 3      | 22 | Lewis Hamilton       | McLaren-Mercedes    | 1:26.192 | 1:26.477 | 1:27.923 | 3    |            |
| 4      | 1  | Kimi Räikkönen       | Ferrari             | 1:26.457 | 1:26.050 | 1:27.936 | 4    |            |
| 5      | 4  | Robert Kubica        | BMW Sauber          | 1:26.761 | 1:26.129 | 1:28.390 | 5    |            |
| 6      | 10 | Mark Webber          | Red Bull-Renault    | 1:26.773 | 1:26.466 | 1:28.417 | 6    |            |
| 7      | 5  | Fernando Alonso      | Renault             | 1:26.836 | 1:26.522 | 1:28.422 | 7    |            |
| 8      | 11 | Jarno Trulli         | Toyota              | 1:26.695 | 1:26.822 | 1:28.836 | 8    |            |
| 9      | 3  | Nick Heidfeld        | BMW Sauber          | 1:27.107 | 1:26.607 | 1:28.882 | 9    |            |
| 10     | 9  | David Coulthard      | Red Bull-Renault    | 1:26.939 | 1:26.520 | 1:29.959 | 10   |            |
| 11     | 7  | Nico Rosberg         | Williams-Toyota     | 1:27.367 | 1:27.012 |          | 11   |            |
| 12     | 17 | Rubens Barrichello   | Honda               | 1:27.355 | 1:27.219 |          | 12   |            |
| 13     | 16 | Jenson Button        | Honda               | 1:27.428 | 1:27.298 |          | 13   |            |
| 14     | 15 | Sebastian Vettel     | Toro Rosso-Ferrari  | 1:27.442 | 1:27.412 |          | 14   |            |
| 15     | 12 | Timo Glock           | Toyota              | 1:26.614 | 1:27.806 |          | 15   |            |
| 16     | 8  | Kazuki Nakajima      | Williams-Toyota     | 1:27.547 |          |          | 16   |            |
| 17     | 6  | Nelson Piquet Jr.    | Renault             | 1:27.568 |          |          | 17   |            |
| 18     | 14 | Sébastien Bourdais   | Toro Rosso-Ferrari  | 1:27.621 |          |          | 18   |            |
| 19     | 21 | Giancarlo Fisichella | Force India-Ferrari | 1:27.807 |          |          | 20   | [ nota 2 ] |
| 20     | 20 | Adrian Sutil         | Force India-Ferrari | 1:28.325 |          |          | 19   |            |
| Fonte: |    |                      |                     |          |          |          |      |            |

### Corrida
| Pos.   | Nº | Piloto               | Construtor          | Voltas | Tempo/Diferença  | Grid | Pontos |
| ------ | -- | -------------------- | ------------------- | ------ | ---------------- | ---- | ------ |
| 1      | 2  | Felipe Massa         | Ferrari             | 58     | 1:26:49.451      | 1    | 10     |
| 2      | 22 | Lewis Hamilton       | McLaren-Mercedes    | 58     | + 3.779          | 3    | 8      |
| 3      | 1  | Kimi Räikkönen       | Ferrari             | 58     | + 4.271          | 4    | 6      |
| 4      | 4  | Robert Kubica        | BMW Sauber          | 58     | + 21.945         | 5    | 5      |
| 5      | 3  | Nick Heidfeld        | BMW Sauber          | 58     | + 38.741         | 9    | 4      |
| 6      | 5  | Fernando Alonso      | Renault             | 58     | + 53.724         | 7    | 3      |
| 7      | 10 | Mark Webber          | Red Bull-Renault    | 58     | + 1:04.229       | 6    | 2      |
| 8      | 7  | Nico Rosberg         | Williams-Toyota     | 58     | + 1:11.406       | 11   | 1      |
| 9      | 9  | David Coulthard      | Red Bull-Renault    | 58     | + 1:15.270       | 10   |        |
| 10     | 11 | Jarno Trulli         | Toyota              | 58     | + 1:16.344       | 8    |        |
| 11     | 16 | Jenson Button        | Honda               | 57     | + 1 volta        | 13   |        |
| 12     | 23 | Heikki Kovalainen    | McLaren-Mercedes    | 57     | + 1 volta        | 2    |        |
| 13     | 12 | Timo Glock           | Toyota              | 57     | + 1 volta        | 15   |        |
| 14     | 17 | Rubens Barrichello   | Honda               | 57     | + 1 volta        | 12   |        |
| 15     | 6  | Nelson Piquet Jr.    | Renault             | 57     | + 1 volta        | 17   |        |
| 16     | 20 | Adrian Sutil         | Force India-Ferrari | 57     | + 1 volta        | 19   |        |
| 17     | 15 | Sebastian Vettel     | Toro Rosso-Ferrari  | 57     | + 1 volta        | 14   |        |
| Ret    | 14 | Sébastien Bourdais   | Toro Rosso-Ferrari  | 24     | Suspensão        | 18   |        |
| Ret    | 8  | Kazuki Nakajima      | Williams-Toyota     | 1      | Danos de colisão | 16   |        |
| Ret    | 21 | Giancarlo Fisichella | Force India-Ferrari | 0      | Colisão          | 20   |        |
| Fonte: |    |                      |                     |        |                  |      |        |

## Tabela do campeonato após a corrida
| Pos.   | Piloto         | Pontos |
| ------ | -------------- | ------ |
| 1      | Kimi Räikkönen | 35     |
| 2      | Felipe Massa   | 28     |
| 3      | Lewis Hamilton | 28     |
| 4      | Robert Kubica  | 24     |
| 5      | Nick Heidfeld  | 20     |
| Fonte: |                |        |

| Pos.   | Construtor       | Pontos |
| ------ | ---------------- | ------ |
| 1      | Ferrari          | 63     |
| 2      | BMW Sauber       | 44     |
| 3      | McLaren–Mercedes | 42     |
| 4      | Williams-Toyota  | 13     |
| 5      | Red Bull-Renault | 10     |
| Fonte: |                  |        |

- Nota: Somente as primeiras cinco posições estão listadas.